# Francis Asbury
Francis Asbury (Hamstead, Birmingham, 20 de agosto de 1745 -Spotsylvania, Virginia, 31 de marzo de 1816) figura como uno, junto con Thomas Coke, de los dos primeros obispos de la iglesia metodista en América.

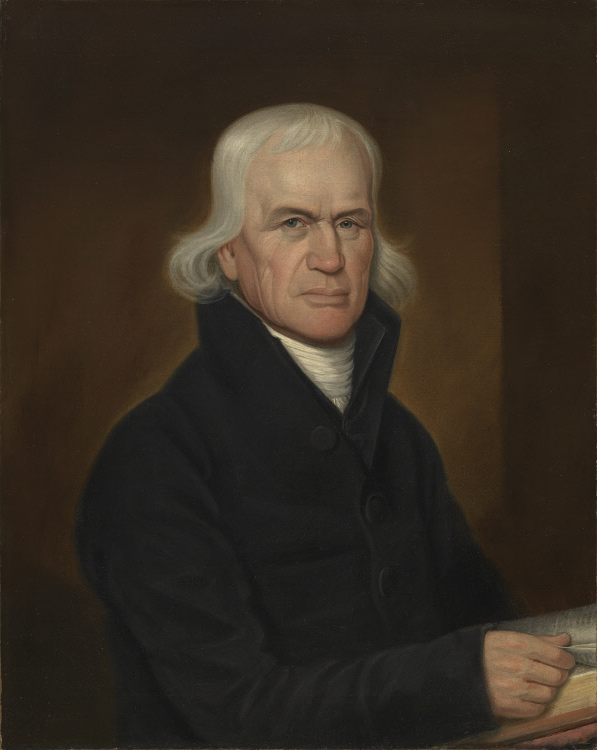
Francis Asbury

## Biografía
Francis nació en agosto de 1745, a Hamstead Bridge ubicado a unos seis kilómetros de Birmingham, Inglaterra. Asistió la escuela desde temprana edad pese al maltrato que allí recibió. La casa en que nació existe todavía y es museo público. Francis cuenta que su despertar espiritual y su primer contacto con los metodistas le ocurrió a sus trece o catorce años. Comenzó a predicar en locales cercanos hasta cumplir a los 22 años, tiempo en que fue ordenado como predicador y dado un "circuito".
En la conferencia metodista de agosto de 1771, Juan Wesley pidió por obreros para América del Norte. Francis se ofreció e inmediatamente fue aceptado. El 2 de septiembre de 1771, Francis y Ricardo Wright salieron de Inglaterra rumbo a su nuevo campo de labor. Francis nunca se regresaría a su tierra natal.
Al llegar a América, los metodistas se sumaron a unos 600 miembros. A la muerte de Francis, este número se aumentaría hasta 214,000. Entró en la misión con vigor desde su primer día. En octubre de 1772, Francis recibió una carta de Juan Wesley, la cual le otorgó la autoridad de ser “Ayudante General” de las sociedades metodistas en América.
Luego de producirse la guerra de independencia estadounidense, Francis fue el único ministro metodista que se quedó en América. Tuvo que esconderse por un tiempo en la finca de un amigo, pues no quería participar en la guerra ni jurar lealtad a la causa colonial.
El año 1784 vio el inicio de la Iglesia Metodista Episcopal de los Estados Unidos. Pese a que Thomas Coke fue también nombrado  co-superintendente, en la práctica era Francis quien guiaba a la iglesia metodista americana hasta el año 1808, cuando otro obispo fuese nombrado para colaborar con él.
Fue por los largos viajes a caballo de hasta casi 10,000 km al año que se recuerda a Francis. En total sus recorridos se aproximan a los 435,000 kilómetros. Ordenó a casi 700 hombres para la obra evangelizadora y predicó unas 16,500 veces en capillas, mercados y campos, e incluso ante los legisladores de varios Estados.
Murió en Spotsylvania, Virginia el 31 de marzo del año 1816. Es enterrado en el Cementerio Mount Olivet en Baltimore.